# 魔術師 MERLIN
『魔術師 MERLIN』（まじゅつし マーリン、英: Merlin、あるいはThe Adventures of Merlinとしても知られる）は、イギリスのテレビドラマシリーズ。制作はシャイン・プロダクション。主演はコリン・モーガン。イギリスでは2008年から2012年にかけて5シーズン各13話が放送され、計65話を持ってシリーズ放送は終了した。

## 概要
アーサー王物語に登場する魔術師・マーリンを主人公としたファンタジードラマ。10世紀のイギリスを舞台にして、若き日のマーリンとアーサーを主軸として物語は展開していく。
日本では2009年に第1シーズン13話分が日本語版で放送された。また、2011年3月から第2シーズンがLaLa TVで、字幕版と2か国語版で放送された。2015年11月から、第3、4、5シーズンが順次GYAO!で配信された。

## ストーリー
アルビオンには魔法を伴う古代の宗教の影響が残り、多くの王国が乱立するところにサクソン人が襲来して混乱状態にある。若き魔術師マーリンは、母親の考えに従ってキャメロット王国に来て、宮廷医師のガイアスに師事する。だが王のウーサー・ペンドラゴンは、20年前から魔術を禁止し、最後のドラゴンを地下に閉じ込めている。頭の中で不思議な声を聞いたマーリンはキャメロットの地下に降りてドラゴンを見つける。ドラゴンはウーサーの息子アーサーがキャメロットに魔法を取り戻しアルビオンの地を統一すると予言し、マーリンにはアーサーを守る使命があると言う。
マーリンとアーサーは初め、お互に反目しあっていたが、マーリンはアーサーの命を救いその従者となる。やがてマーリンはアーサーと、召使の女グウェンの親友となる。だが、ウーサーの里子であったモルガーナが魔法の力を現わしてキャメロットの敵となり、マーリンは永遠の王アーサーと協力してアルビオンを救わなければならなくなる。

## 登場人物

### 主要な登場人物
| 人物（原語表記） | 役者                             | 日本語版吹き替え |
| --- | -------------------------------- | ---------------- |
| マーリン（Merlin） | コリン・モーガン                 | 浪川大輔         |
| 主人公。生まれつき偉大な魔法の才能を持つ青年。母の指示でガイアスに師事するため、キャメロットを訪れる。召使としてアーサーに仕え、やがて親友となる。ウーサーが魔法を禁止するため、魔法の才能はガイアスだけが知ることになる。陰で魔法を使い、何度もアーサーを救う。ドルイドなどにはエムリスの名で呼ばれる。父の才能を受け継いだドラゴンロードでもあり、ドラゴンに命令する力を持つ。 |                                  |                  |
| アーサー（Arthur Pendragon） | ブラッドリー・ジェームズ         | 前野智昭         |
| キャメロットの世継ぎの王子。ウーサーが魔女ニムエに頼んで、生と死の太古の宗教の魔法でイグレインの命と引き換えに生まれた子。召使のマーリンと親友となり、召使のグウェンと恋に落ち、また庶民のランスロットやパーシヴァルなども騎士として扱う。シーズン5終盤にはモードレッドと戦うも最終的には致命傷を負い、アヴァロンで永遠に眠る。 |                                  |                  |
| ガイアス（Gaius） | リチャード・ウィルソン           | 山野史人         |
| キャメロットの宮廷医師でウーサーの助言者。マーリンの保護者で師匠であり父親のごとき存在。キャメロットでは唯一マーリンの魔力を知る。 |                                  |                  |
| ウーサー（Uther Pendragon） | アンソニー・スチュワート・ヘッド | 菅生隆之         |
| キャメロットの王。アーサーの父。過去に魔法によって国が荒れたことから、キャメロットでの魔法の使用を禁じる。世継ぎ欲しさのあまり魔法によってアーサーを得て、その代償として王妃イグレインを失った過去を隠している。 |                                  |                  |
| モルガーナ（Morgana） | ケイティ・マクグラス             | 弓場沙織         |
| キャメロットに住むウーサーの里子。正義感が強く、ウーサーの暴政に反対する。夢の中で未来を予見する力が現れ、次に魔法の力が現れて、魔法を禁じるウーサーのもとを去る。シーズン3ではウーサーの私生児であり、アーサーに次ぐ継承権を持つことが明らかになる。種ちがいの姉のモルゴースに影響されてキャメロットを憎むようになり攻め込むが、マーリンと騎士たちに阻止される。シーズン4以降には「エムリス」という名の者が自分を破滅させると知って探す。ウーサーと同じく残暴な面を持ち、三相女神に仕える最後の女祭司として太古の宗教を復興する使命を持つ。不死身の体となり、強大な魔力を操って打倒キャメロットを誓い、王座を狙い続ける。シーズン5終盤ではマーリンの魔力を奪い、キャメロットを裏切ったモードレッドと聯合し、カムランの戦いを始める。後にアヴァロンへ逃れたアーサーとマーリンを追跡するが、エクスカリバーを使うマーリンに倒される。 |                                  |                  |
| グウェン（Gwen） | エンジェル・コールビー           | 林真里花         |
| 本名はグィネヴィア（Guinevere Pendragon）。モルガーナの心優しい侍女。父親で鍛冶屋のトムは錬金術に関わった疑いをかけられてウーサーの命で殺される。弟のエリアンは元鍛冶屋で後に円卓の騎士となる。アーサーと愛を育むが、庶民の出であるがゆえにウーサーに交際を禁じられる。ランスロットとの間にも恋愛感情がある。シーズン4ではキャメロットの王妃となる。シーズン5では闇の塔に閉じ込められてモルガーナの黒魔術で洗脳され、一時キャメロットを裏切る。 |                                  |                  |
| ドラゴン（Kilgharrah） | ジョン・ハート                   | 堀勝之祐         |
| ウーサーに仲間のすべてを殺され、キャメロットの城の地下に幽閉されているドラゴンの生き残り。繰り返しマーリンに助言し、アーサーのためにその息でエクスカリバーを鍛える。最後のドラゴンロードであるマーリンに解放され、恨むキャメロット城を攻撃するが、マーリンの命令でやめる。その後も繰り返しマーリンに召喚され、助言を与える。 |                                  |                  |
| アグラヴェイン（Agravaine de Bois) | ナサニエル・パーカー             |                  |
| シーズン4で登場するアーサーの叔父、イグレインの兄弟。ウーサーが病となったため、助言者としてキャメロットに来るが、実はモルガーナと通じている。征服されたキャメロットから逃げ出したアーサーを追うが、マーリンによって殺される。 |                                  |                  |

### 円卓の騎士
| 人物（原語表記） | 役者                   | 日本語版吹き替え |
| --- | ---------------------- | ---------------- |
| エリアン（Elyan） | アデトミワ・エデュン   |                  |
| グウェンの弟で騎士になる前は鍛冶屋。シーズン5では闇の塔でグウェンを救おうとし、モルガーナに殺される。 |                        |                  |
| ガウェイン（Gwaine） | オーエン・マッケン     |                  |
| 騎士の息子に生まれ、幼くして父を亡くすが王に援助を断られて貧困に育ち、王侯貴族を嫌う。アーサーの命を救うが騎士と争いをおこし、ウーサーにキャメロットを追放される。シーズン5最終話ではアーサーの行方を聞き出すためにナセアを用いたモルガーナに拷問されて殺される。 |                        |                  |
| パーシヴァル（Percival） | トム・ホッパー         |                  |
| アーサーがキャメロットを取り戻す戦いに参じてアーサーに忠誠を誓い、庶民の出にもかかわらず騎士に叙される。 |                        |                  |
| ランスロット（Lancelot） | サンティアゴ・カブレラ | 宮内敦士         |
| 庶民の出で騎士になることを夢見てキャメロットに来る。グリフィンの襲撃からキャメロットを救うが卑しい身分のために騎士になれず、その後は放浪を続ける。グウェンとの間に密かに愛を育み、誘拐されたグウェンを救おうとする。ガイアス以外ではマーリンの魔力を知る唯一の人物。引き裂かれた世界の間のベールを修復するため、自らの命を投げ出す。短い間だけモルガーナの黒魔法で甦るが再び死ぬ。 |                        |                  |
| レオン（Leon） | ルパート・ヤング       | 菊本平           |
| キャメロットの古参騎士。 |                        |                  |

### その他の複数回登場する登場人物
| 人物（原語表記） | 役者                                                          | 日本語版吹き替え |
| --- | ------------------------------------------------------------- | ---------------- |
| ニムエ（Nimueh） | ミシェル・ライアン                                            | 岡寛恵           |
| 強力な魔法を操れる邪悪の魔女で、実は〈太古の宗教〉の聖地〈祝福の島〉の祭司。キャメロットから遠く離れた洞窟の中に居住し、水鏡を使ってキャメロットの動向を監視し、度々敵対する。生と死の循環を司る〈命の杯〉を持つ。かつてはウーサーとガイアスの友人で、魔法でアーサーを誕生させた。マーリンの秘密を知るが、シーズン1最終話でマーリンが召喚した落雷を受けて消滅する。 |                                                               |                  |
| モードレッド（Mordred） | アレクサンダー・ヴラホス、 エイサ・バターフィールド（幼少時） | 白石涼子         |
| いつの日かアーサーを殺すと予言されるドルイド。少年として登場し、成長後は魔法の力を隠してキャメロットの騎士となり、やがてキャメロットを裏切る。シーズン5終盤にはマーリンの秘密をモルガーナに告げる。ドラゴンの息で鍛えた魔剣をモルガーナから授かり、アーサーに致命傷を与えるが、自らもアーサーの剣に斃される。 |                                                               |                  |
| モルゴース（Morgause） | エミリア・フォックス                                          | 深見梨加         |
| 突然キャメロットに現われる謎の女剣士。実はモルガーナの異父姉であり、強力な魔法を操る魔女。アーサー出生の秘密を知っている。ガイアスによるとウーサーは赤子のモルゴース抹殺を目論んだ際、ガイアスが生まれて程なくキャメロットから連れ去れて太古の宗教の女祭司に托して育てられたとしている。シーズン3終盤で〈命の杯〉を使って、不死の亡霊軍団を作り、キャメロット王城を攻め滅ぼす。シーズン4冒頭では顔が半分焼けただれた姿でモルガーナと一緒に祝福の島へ行き、自分の命を献げて死界の門番ケイリークスを呼びだす。 |                                                               |                  |

### その他の登場人物
(五十音順)
| 人物（原語表記） | 役者                                     | 日本語版吹き替え |
| --- | ---------------------------------------- | ---------------- |
| アグラヴェイン（Aglain） | コリン・サーモン                         | 石塚運昇         |
| 魔法の力を表し始めたモルガーナを助けるドルイドの指導者。アーサーの率いる隊に殺される。 |                                          |                  |
| アラトー（Alator） | ゲイリー・ルイス                         |                  |
| 〈太古の宗教〉のカシャ祭司（Catha priest）にして、魔術師、戦士。拷問の技に長け、肉体の苦痛に耐える力を持つ。モルガーナに依頼されてエムリスの正体を探るが、マーリンの使命を知ってモルガーナから隠す。シーズン5ではモルガーナの手に落ち、エムリスの正体を聞き出すために拷問され、最後にモルガーナの魔力によって息絶える。 |                                          |                  |
| アレディアン（Aredian） | チャールズ・ダンス                       |                  |
| 魔術師ハンター。ウーサーに雇われてキャメロットで魔術師を探す。 |                                          |                  |
| イグレイン（Ygraine Pendragon） | アリス・パッテン                         | 紗ゆり           |
| アーサーの母親。不妊であったがニムエの魔法によってアーサーを孕み、世界の平衡を保つために産褥で死んだ。 |                                          |                  |
| ヴィヴィアン王女（Lady Vivian） | ジョージア・モフェット                   | 〆野潤子         |
| 魔法にかかったアーサーが恋に落ちるオラフ王の王女。 |                                          |                  |
| オーディン王（King Odin） | フィンタン・マッキーオン                 | 永田博丈         |
| アーサーに試合で息子を殺された復讐にアーサーおよびウーサーをつけ狙う。 |                                          |                  |
| オルフリック（Aulfric） | ケネス・クラナム                         | 藤本譲           |
| 仲間の命を奪った罪でアヴァロンを追放され、定命の者となった妖精。 |                                          |                  |
| カーラ (Kara) | アレクサンドラ・ダウリング               |                  |
| ドルイドの少女でモードレッドの恋人。キャメロットへ向かう荷馬車を襲い、アーサーの命を狙って失敗して処刑される。 |                                          |                  |
| ケイリークス（Cailleach） | ジェマ・ジョーンズ                       |                  |
| 世界の門番。モルゴースの命と引き換えに呼び出され、世界のベールを引き裂く。 |                                          |                  |
| サラム王 (Sarrum) | ジョン・シャープネル                     |                  |
| アマータ国の王。モルガーナとエイスーザを2年間捕える。平和条約のためにキャメロットに来るが、モルガーナに操られるグウェンから領土の3分の1と引き換えにアーサーの暗殺を依頼され、マーリンに阻止されて死ぬ。 |                                          |                  |
| ジョナス（Jonas） | アダム・ゴドリー                         | 斎藤志郎         |
| トロールの忠実な従者。 |                                          |                  |
| スィーファ（Sefa） | ソフィー・ランドル                       |                  |
| グウェンの侍女。ドルイドの魔術師ルアダンの娘。 |                                          |                  |
| ソフィア（Sophia） | ホリデイ・グレインジャー                 | 本名陽子         |
| アヴァロンを追放され、定命の者となった妖精。オルフリックの娘。アーサーを魔力で魅了する。 |                                          |                  |
| ティア・スワード（Tyr Seward） | ジョン・ブラッドリー                     |                  |
| キャメロットの馬番 |                                          |                  |
| トーレン (Tauren) | カル・マッカインチ                       |                  |
| 魔術師にして錬金術師、グウェンの父の助けを得ようとしてその死を招き、ウーサーを狙う。 |                                          |                  |
| ドクレイド（Dochraid） | Maureen Carr                             |                  |
| 洞窟の中に住む盲目の老婆の姿をした、古代の宗教の知識をもつ生き物。 |                                          |                  |
| トリスタンとイゾルデ（Tristan and Isolde） | ベン・ダニエルズ ミランダ・レイズン      |                  |
| アーサーとマーリンを助ける恋人同士の密輸業者。キャメロットを奪還する軍に加わるが、イゾルデはヘリオスと相討ちで死ぬ。 |                                          |                  |
| トロール（Troll） | サラ・パリッシュ                         |                  |
| 山奥の洞窟に棲み、強欲で腐敗と汚れを好む女怪物。キャメロットの同盟国トレゴールのカトリーナ姫の姿に変化し、キャメロットの財富と権力の簒奪を企てる。 |                                          |                  |
| バリノア（Balinor） | ジョン・リンチ                           |                  |
| マーリンの父親で最後のドラゴンロード。 |                                          |                  |
| フィナ（Finna） | ソーチャ・キューザック                   |                  |
| アラトーの女弟子の魔術師。「エムリス」の秘密を守るため、モルガーナに捕らわれる前に自殺する。 |                                          |                  |
| フニス（Hunith） | キャロライン・フェイバー(Caroline Faber) | 寺内よりえ       |
| マーリンの母親。 |                                          |                  |
| フレイア（Freya） | ローラ・ドネリー                         | 永田亮子         |
| 魔女の呪いで、深夜に翼を持つ巨大な黒豹の姿に変身し人を食べるドルイドの少女。マーリンにかくまわれるがアーサーに殺されて湖に葬られる。後に湖の少女として甦りマーリンを助ける。 |                                          |                  |
| ブロンウェン（Bronwen） | Louise Dylan                             |                  |
| キャメロットの召使の女。レディ・ヘレンの正体を見たために殺される。 |                                          |                  |
| ヘリオス（Helios） | Terence Maynard                          |                  |
| モルガーナと同盟してキャメロットを攻める将軍。イゾルデと相討ちとなり死ぬ。 |                                          |                  |
| ミシアン（Mithian） | ジャネット・モンゴメリー                 |                  |
| ネメス国の王女、ロードー王の娘。アーサーと一時期婚約する。 |                                          |                  |
| メアリー・コリンズ（Mary Collins） | イヴ・マイルズ                           | 藤波京子         |
| 魔法を使ったために処刑されたトマス・ジェームズ・コリンズの母。 |                                          |                  |
| モリス（Morris） | Ed Coleman                               |                  |
| キャメロットの召使。 |                                          |                  |
| ラミア（Lamia） | シャーリーン・マッキナ                   |                  |
| かつて〈太古の宗教〉の祭司が人と蛇から作り上げた魔法的生き物。人の心を操り、生命力を吸い取って病とする。少女や怪物などに姿を変える。 |                                          |                  |
| ルアダン（Ruadan） | リアム・カニンガム                       |                  |
| ドルイドの魔術師でモルガーナの同盟者。娘を救い出すが重傷を負って死ぬ。 |                                          |                  |
| レディ・ヘレン（Lady Helen） | イヴ・マイルズ                           | 山像かおり       |
| キャメロットを訪れる歌姫。実はレディ・ヘレンの姿に変身したメアリー・コリンズ。 |                                          |                  |
| ロードー（Rodor） | ジェームズ・フォックス                   |                  |
| ネメス国の王。ミシアン王女の父。 |                                          |                  |

## 作中用語
(五十音順)
| 用語                                     | 説明 |
| ---------------------------------------- | --- |
| アーヴァンク (Afanc)                     | ニムエが黒魔術で土と水から作った怪物。ニムエの徴を刻んだ卵の中から誕生し、キャメロットの水を汚染し疫病を起こす。火と風で退治できる。 |
| アヴァロン(Avalon)                       | 湖に浮かぶ小島。あらゆる傷を癒すと伝えられる〈太古の宗教〉の聖地。後にアーサーはここに眠る。 |
| 命の杯(Cup of Life)                      | 〈太古の魔法〉の祝福を受け命の秘密をたたえる金色の聖杯。命の杯から水を飲んだ者は死から甦るが、その代償として別の命が失われなければならない。血を命の杯に注いだものは不死身となる。モルゴースは兵の血を命の杯に注いで不死身の軍隊を作る。 |
| 癒しの腕輪(Healing Bracelet)             | 〈祝福の島〉の女祭司に鍛造され、ゴルロイス家の徴が刻まれ癒しの魔力を備える。かつてはモルゴースの母の持ち物であり、シーズン2では、モルガーナの睡眠障害を改善するためにモルゴースから贈られる。だがモルガーナに訪れる強力な予知夢を阻むことはない。シーズン4でモルガーナはこのブレスレットをアラトーに贈り、ガイアスからエムリスの正体を聞き出そうとする。 |
| ヴァリアントの盾                         | 騎士ヴァリアントの持つ、毒蛇が中から現れる魔法の盾。 |
| エイスーザ（Aithusa）                    | マーリンが名づけて孵化させた白いドラゴン。この名はドルイド語では「光明」を意味する。シーズン4最終話では、傷を負ってキャメロットから逃げ出すモルガーナの前に現れ、仕えるようになる。サラム王によってモルガーナとともに狭い地下牢に2年間監禁されたため、小柄かつ畸形に育ち、話すことも出来ない。モルガーナの命令に従い、ドラゴンロードのマーリンを襲うこともある。 |
| エクスカリバー(Excalibur)                | ドラゴンの吐息で作り出される聖剣で、魔法の産物を滅ぼす強大な魔力を持つ。ウーサーが手に入れたエクスカリバーを邪悪の力に変えると警戒したマーリンは、エクスカリバーを湖の中に投げ込む。シーズン3終盤では命の杯で不死身となったモルゴースの軍団を倒すため、再び湖の少女フレイアの手から受け取る。シーズン4終盤ではマーリンが石の中に刺したエクスカリバーをアーサーが引き抜き、キャメロットの王となる。シーズン5終盤ではモルガーナが自らに仕える白いドラゴンのエイスーザの吐息で兄弟剣を創り出し、モードレッドに与える。マーリンはエクスカリバーを振って不死身のモルガーナを倒し、アヴァロンの湖の中に投げ入れる。 |
| カスバドの角笛 (The Horn of Cathbhadh)   | かつて〈太古の宗教〉の祭司がネメトンの巨石で吹くことにより、霊の世界との扉を開いた魔法の道具。 |
| ギアン・カナック(Gean Canach)            | 〈太古の魔法〉で作られた巨大な蛭のような生き物で、魔術師の顔にとりつくことで魔力を奪う。 |
| 漁夫王                                   | 魔術師にして王。はるか昔に致命的な傷を負うが、魔法によって死ぬことができず、その領土はかれの健康状態にあわせて荒廃する。黄金の三又槍を所持し、ワイバーンに守られる。 |
| グドレフの迷路                           | ユニコーンを殺してキャメロットに呪いをもたらしたアーサーが、呪いを解くための試練を受けた場所。 |
| グリフィン                               | 獅子の体と鷲の頭と翼を持つ巨大な魔法的生き物。魔法によってのみ殺すことができ、マーリンが魔法をかけた槍をふるうランスロットに倒される。 |
| コカトリス(Cockatrice)                   | モーティエスの花を探すアーサーを襲う魔法的生き物。 |
| ゴブリン                                 | 小柄で悪戯好きな魔法的生き物。魔法の箱に閉じ込められていたが、マーリンが解放してしまう。 |
| 三相女神(Triple Goddess)                 | 〈太古の宗教〉の神性であり、"処女の狩人"、"母なる女神"、"死の老婆"である。あらゆる事物を知る。アーサーはウーサーと同じく魔法を禁じたために三相女神の怒りを買い、アーサーの死の運命を言い渡す。 |
| 祝福の島(Isle of Blessed)                | 〈太古の宗教〉の聖地で、魔力が集約された場所。かつてウーサーが〈太古の宗教〉を消滅するために進攻して多数の祭司を殺し、現在は廃墟。 |
| 太古の宗教                               | かつてキャメロットを含むアルビオン各地で信じられていたが、ウーサーに禁止され、現在はおもにドルイドたちだけが信仰する、魔法と結びついた宗教。 |
| 探求の獣                                 | 神話の魔獣で、豹と蛇を混ぜた巨大な姿が特徴。古書では探求の獣の出現は不吉の予兆と言われている。実は生と死を司る〈太古の宗教〉の魔法で作り出された怪物であり、ひと噛みで死に至る。ガイアスは「イグレイン王妃が亡くなった夜に見られた」と語っている。 |
| ディシル(The Disir)                      | 三相女神を代弁する、〈太古の宗教〉で最も神聖な法廷。三人の予言者の女性が審判を下す。 |
| トリスケリオン(Triskelion)               | 3つの部分を組み合わせることで、最後のドラゴンの卵があるというアシュカナールの墓の鍵となる。シーズン5では、モルガーナのペンダントヘッドはこの印となる。 |
| ドルイド(Druid)                          | アルビオン各地に小集団で住む放浪の民。〈太古の宗教〉を信奉し、魔法の力を持つことが多い。ウーサーに迫害される。 |
| ドローカ                                 | 別の世界から来た死霊。触れるものすべてを殺す。 |
| ナセア(Nathair)                          | 黒い蛇の姿をした魔法的生き物。精神的な苦痛を与える拷問に使われる。 |
| ネアティドの水晶(The Crystal of Neathid) | キャメロットの地下に保管される魔法の水晶で未来を見通す事が出来る。ネアティドは魔力の源である水晶の洞穴に由来し、魔力を失ったマーリンが洞穴で魔力を取り戻す。 |
| ネメトンの巨石                           | ストーンヘンジのような巨石群。かつてここで〈太古の宗教〉の祭司たちは〈カスバドの角笛〉を吹き、霊の世界との扉を開いて先祖の霊と対話した。だが別れの時に振り返ると、霊は地上に解放されてしまう。 |
| フォモロー(Fomorroh)                     | 7つの頭を持つ蛇のごとき魔法的生き物。頭を切り落としてもまた生えてくる。切り落とした頭を人体に入れることで人を操る。人体から頭を取り除いても再び頭が体内に生じ、母体を殺すまで続く。 |
| 魔法石                                   | 千年以上失われていた太古の秘石。この魔法石を持つ者は物質を黄金に変える魔力（錬金術）を得る。 |
| マンティコア(Manticore)                  | 獅子の体とサソリの尾をもつ魔法的な生き物。ガイアスの昔の恋人アリスを操って、ウーサーを殺そうとする。 |
| マンドレイク(Mandrake)                   | 人の形をした植物の根。ウーサーの正気を失わせる魔法に用いられた。 |
| メディアーの騎士(Knight of Medhir)       | 300年前に、7人のキャメロットの騎士は悪い魔女に誘惑され悪事を行った。魔女が殺された後はイディアショラスの砦で封印されていた。モルゴースの魔力によって復活し、キャメロットに侵入する。 |
| モーティエスの花(Morteaus Flower)        | イスガードの山の奥のベイラーの森に生える毒花。ニムエの魔力によって毒性を強められ、ベイヤード王からアーサーに送られた杯にその毒が仕込まれる。この植物から解毒剤を作ることも出来る。 |
| ユニコーン                               | 魔法的な生き物で、殺せば災難が降りかかる。アンホーラはユニコーンの番人である。 |
| ローワンの杖(Rowan Staff)                | 〈祝福の島〉に生えるローワンの木から作られた杖で、死者を甦らせ意のままに従わせる。モルガーナはモルゴースから渡された〈ローワンの杖〉を使って死せる騎士を甦らせる。 |

## 日本語版制作スタッフ
- 監修：高橋勇
- 翻訳：平田勝茂
- 演出：安江誠
- 音声：藤樫衛
- プロデューサー：鈴木佐多子
- 制作統括：柴田幸裕、渡辺聡

## エピソードリスト
|           | 話数(シーズン) | 話数(通算) | 放送期間(イギリス)             | 放送期間(日本)                 |
| --------- | -------------- | ---------- | ------------------------------ | ------------------------------ |
| シーズン1 | 13             | 1 - 13話   | 2008年9月20日 - 2008年12月13日 | 2009年10月5日 - 2009年12月28日 |
| シーズン2 | 13             | 14 - 26話  | 2009年9月19日 - 2009年12月19日 | 2011年3月7日 - 2011年5月31日   |
| シーズン3 | 13             | 27 - 39話  | 2010年9月11日 - 2010年12月4日  | 2015年11月20日 - (GYAO!配信)   |
| シーズン4 | 13             | 40 - 52話  | 2011年10月1日 - 2011年12月24日 | 2015年12月25日 - (GYAO!配信)   |
| シーズン5 | 13             | 53 - 65話  | 2012年10月6日 - 2012年12月24日 | 2016年1月29日 - (GYAO!配信)    |

### シーズン1
| 放送話 | タイトル                                      | イギリス初放送日 | 日本初放送日   |
| --- | --------------------------------------------- | ---------------- | -------------- |
| 第1話 | The Dragon's Call 運命の出会い                | 2008年9月20日    | 2009年10月5日  |
| 魔法の才を持つマーリンはガイアスに師事するためにキャメロットに来るが、ここでは魔法が20年来死罪を持って禁じられている。魔法を使った息子を処刑されたメアリー・コリンズは歌姫のレディ・ヘレンを殺してすり替わり、復讐のためキャメロットに来る。マーリンは地下で捕らわれたドラゴンと会ってアーサーを守れと言われ、ヘレンからその命を救ってアーサーの召使となる。 |                                               |                  |                |
| 第2話 | Valiant 勇気ある者                            | 2008年9月27日    | 2009年10月12日 |
| 試合でアーサーは魔法の盾を使う騎士ヴァリアントと戦う。ドラゴンの助言でマーリンはアーサーを救う。 |                                               |                  |                |
| 第3話 | The Mark of Nimueh ニムエの徴                 | 2008年10月4日    | 2009年10月19日 |
| 邪悪な魔女ニムエがキャメロットに疫病を広める。マーリンが魔法を使ってグウェンの父を治療すると、ウーサーはグウェンが魔法を使ったと断じ、処刑しようとする。 |                                               |                  |                |
| 第4話 | The Poisoned Chalice モーティエスの毒杯       | 2008年10月11日   | 2009年10月26日 |
| ニムエがベイヤード王の贈物の杯に〈モーティエスの花〉の毒を仕込み、アーサーを救おうとするマーリンに毒を飲ませる。父王の命に背き、アーサーは危険な旅に出てニムエの妨害にめげず解毒剤を持ち帰る。ウーサーは命令に背いたアーサーを牢に入れるが、マーリンは救われる。ニムエの仕業と知ったウーサーはベイヤード王を解放し、戦争を避ける。                           |                                               |                  |                |
| 第5話 | Lancelot 勇者ランスロット                     | 2008年10月18日   | 2009年11月2日  |
| グリフィンがキャメロットを襲い、騎士になる夢を持つランスロットが、マーリンの助けで倒す。だがウーサーは庶民の身分を理由に叙勲を拒否し、ランスロットは去る。 |                                               |                  |                |
| 第6話 | A Remedy To cure All Ills 二人の宮廷医師      | 2008年10月25日   | 2009年11月9日  |
| 魔術師のエドウィンがモルガーナを病気にして治療して見せ、ウーサーはガイアスの後釜に据える。魔術師の両親をウーサーに処刑されたエドウィンはウーサーを死の淵に導くが、戻ったガイアスとマーリンが救う。 |                                               |                  |                |
| 第7話 | The Gates of Avalon 魅惑の瞳                  | 2008年11月1日    | 2009年11月16日 |
| アーサーはオルフリックとソフィアの親子を盗賊から救い、ソフィアと恋に落ちる。モルガーナはソフィアがアーサーを殺す予知夢を見る。ガイアスとマーリンは、親子がアーサーを犠牲にしてアヴァロンに戻ろうとする妖精である事を知る。 |                                               |                  |                |
| 第8話 | The Beginning of the End ドラゴンの警鐘       | 2008年11月8日    | 2009年11月23日 |
| 親を処刑されたドルイドの少年モードレッドが助けを求め、マーリンはモルガーナの部屋に隠す。アーサーも仲間に加わって脱出させるが、ドラゴンがモードレッドはいつかアーサーを殺すと予言する。 |                                               |                  |                |
| 第9話 | Excalibur 魔法の剣（）                        | 2008年11月15日   | 2009年11月30日 |
| 20年前にウーサーに殺され、ニムエが甦らせたアーサーの母の兄弟の黒騎士がキャメロットに現れ、次々と騎士に挑戦しては倒す。ドラゴンは、自分の息がかけられた剣エクスカリバーだけが倒せるが、他の者が使えば邪悪を招くと言う。だがアーサーの代わりにウーサーがエクスカリバーで黒騎士を倒す。マーリンは、エクスカリバーを湖に沈めて誰にも使えないようにする。         |                                               |                  |                |
| 第10話 | The Moment of Truth マーリンの帰還            | 2008年11月22日   | 2009年12月7日  |
| マーリンの故郷の村イアルドーが賊に襲われ、マーリンはモルガーナ、グウェン、アーサーと共に帰還して村を救う。マーリンは嵐を起こすところをアーサーに見られてしまう。 |                                               |                  |                |
| 第11話 | The Labyrinth of Gedref ユニコーンの呪（）い  | 2008年11月29日   | 2009年12月14日 |
| アーサーは狩りでユニコーンを殺し、呪いのため王国中の作物は枯れ井戸は干上がる。アーサーは国を救うために〈グドレフの迷路〉で試練を受けなければならない。 |                                               |                  |                |
| 第12話 | To Kill the King 憎しみと哀（）しみの間（）に | 2008年12月6日    | 2009年12月21日 |
| グウェンの鍛冶屋の父が魔術師の錬金術に関わり逮捕され、モルガーナの助けで脱獄を図るが殺される。モルガーナは恨み、魔術師によるウーサー暗殺の企みに加わる。 |                                               |                  |                |
| 第13話 | Le Morte d'Arthur 偉大なる魔術師              | 2008年12月13日   | 2009年12月28日 |
| アーサーが〈探求の獣〉に噛まれて瀕死となる。マーリンは〈祝福の島〉でニムエに会い〈命の杯〉の水をもらうが、代償として誰かが死ななければならない。アーサーは回復するが、マーリンの母が重い病となる。ガイアスは身代りになろうとするが、マーリンが雷鳴を召喚してニムエを殺し、世界の平衡が保たれる。                                                             |                                               |                  |                |

### シーズン2
| 放送話(通算) | タイトル                                            | イギリス初放送日 | 日本初放送日  |
| --- | --------------------------------------------------- | ---------------- | ------------- |
| 第1話(第14話) | The Curse of Cornelius Sigan シーガンの呪（のろ）い | 2009年9月19日    | 2011年3月7日  |
| キャメロットの地下から財宝が見つかり、泥棒が盗みだすが死せる魔術師の魂に取りつかれてしまう。マーリンはドラゴンに助けを求めるが、見返りとしていつの日か解放することを約束させられてしまう。                                                               |                                                     |                  |               |
| 第2話(第15話) | The Once and Future Queen アーサーとグウェン        | 2009年9月26日    | 2011年3月14日 |
| アーサーは、相手に手加減されないように、身分を偽って馬上試合に出る。グウェンと生活し親しくなる。アーサーに息子を殺されたオーディン王が復讐のため暗殺者を雇う。                                                                                           |                                                     |                  |               |
| 第3話(第16話) | The Nightmare Begins 悪夢のはじまり                 | 2009年10月3日    | 2011年3月21日 |
| 魔法の力が表れ始めたモルガーナをマーリンが助ける。モルガーナはドルイドに救いを求めに行くが、ウーサーは彼女が誘拐されたと断じてアーサーに救出に向かわせ、ドルイドのアグレインが殺される。                                                                 |                                                     |                  |               |
| 第4話(第17話) | Lancelot and Guinevere ランスロットとの再会         | 2009年10月10日   | 2011年3月28日 |
| 身代金目当ての賊がモルガーナとグウェンを捕える。モルガーナは脱出し、残されたグウェンは賊の仲間となっていたランスロットに再会して愛を確かめ合う。アーサーとマーリンが救出を図る。                                                                         |                                                     |                  |               |
| 第5話(第18話) | Beauty and the Beast (Part 1) 美女になった野獣      | 2009年10月24日   | 2011年4月4日  |
| キャメロットの同盟国トレゴールが滅ぼされ、生き残ったカトリーナ姫と召使が助けを求めて来る。カトリーナは魔法でウーサーを自分の魅力の虜にし結婚するが、その正体はトロールである。                                                                           |                                                     |                  |               |
| 第6話(第19話) | Beauty and the Beast (Part 2) 王の涙                | 2009年10月31日   | 2011年4月11日 |
| マーリンはカトリーナの正体を暴くが、ウーサーだけは気づかない。魔法を解くにはアーサーが死んでウーサーが涙を流さなければならない。 |                                                     |                  |               |
| 第7話(第20話) | The Witchfinder 魔女狩り                            | 2009年11月7日    | 2011年4月18日 |
| マーリンがささやかな魔法を使ったためウーサーが魔女狩り師を呼び、ガイアスが罪を被ろうとする。 |                                                     |                  |               |
| 第8話(第21話) | The Sins of the Father 母への想（おも）い           | 2009年11月14日   | 2011年4月25日 |
| アーサーは女剣士モルゴースに挑戦されて敗れる。モルゴースの魔法によってアーサーは死んだ母イグレインと話をし、魔法による自分の誕生が母を殺したと知り、父ウーサーを殺そうとする。マーリンはモルゴースが嘘をついたと言ってアーサーを止める。                 |                                                     |                  |               |
| 第9話(第22話) | The Lady of the Lake 湖の少女                       | 2009年11月21日   | 2011年5月2日  |
| 呪われてドルイドから追放され、賞金稼ぎに囚われた少女フレイアをマーリンが救う。だがフレイアは夜な夜な怪物に姿を変え人を襲う。アーサーに致命傷を与えられたフレイアを、マーリンは湖に葬る。                                                                 |                                                     |                  |               |
| 第10話(第23話) | Sweet Dreams 恋の媚（び）薬                         | 2009年11月28日   | 2011年5月9日  |
| 5人の王がキャメロットに集まって平和条約を結ぼうとする。妨害を謀るアリネド王が道化に魔法をかけさせてアーサーとオラフ王の娘のヴィヴィアンは恋に落ち、会談は危機にさらされる。                                                                              |                                                     |                  |               |
| 第11話(第24話) | The Witch's Quickening モルガーナの裏切り           | 2009年12月5日    | 2011年5月16日 |
| 魔術師のアルヴァーとモードレッドが、ウーサーを倒すために、モルガーナの助けを借りて強力な魔法を備えるネアティドの水晶を盗み出そうとする。アーサーが阻止するが、マーリンは水晶の中に、ドラゴンがキャメロットを破壊する未来を見る。                         |                                                     |                  |               |
| 第12話(第25話) | The Fires of Idirsholas 眠らされたキャメロット      | 2009年12月12日   | 2011年5月23日 |
| モルゴースはメディアーの騎士を甦らせ、モルガーナを使った呪文で人々を眠らせて無防備なキャメロットを攻める。マーリンはモルガーナに毒を飲ませて攻撃をやめさせるが、モルゴースはモルガーナを連れて消える。マーリンは約束を守ってドラゴンを繋ぐ鎖を断ち切る。 |                                                     |                  |               |
| 第13話(第26話) | The Last Dragonlord 受け継がれる力                  | 2009年12月19日   | 2011年5月30日 |
| マーリンの解き放ったドラゴンが復讐のためキャメロットを襲う。キャメロットを救うため、アーサーとマーリンは、マーリンの父親で最後のドラゴンロードであるバリノアを探す旅に出る。バリノアは死ぬが、ドラゴンは父の力を受け継いだマーリンの命に従って立ち去る。 |                                                     |                  |               |

### シーズン3
| 放送話(通算) | タイトル                                                    | イギリス初放送日 |
| --- | ----------------------------------------------------------- | ---------------- |
| 第1話(第27話) | The Tears of Uther Pendragon (Part 1) ウーサー王の涙 (前編) | 2010年9月11日    |
| モルガーナが一年ぶりにキャメロットに戻る。ウーサーは歓喜するが魔法で正気を失い始める。マーリンはモルゴースとモルガーナの仕業であることを突き止めて捕われとなるが、ドラゴンに救い出される。 |                                                             |                  |
| 第2話(第28話) | The Tears of Uther Pendragon (Part 2) ウーサー王の涙 (後編) | 2010年9月18日    |
| モルゴースに唆されたセンレッド王がキャメロットを攻め、弱ったウーサーに代わってアーサーが軍を率いて守る。モルガーナに魔法で復活させられた死者の軍勢が内側からキャメロットを攻める。マーリンが魔法を止めて侵略は撃退されるが、モルガーナは自分の手柄にする。 |                                                             |                  |
| 第3話(第29話) | Goblin's Gold ガイアスの危機                                | 2010年9月25日    |
| マーリンが解放してしまったゴブリンがガイアスに乗り移って悪戯し放題となる。 |                                                             |                  |
| 第4話(第30話) | Gwaine 真に高貴な者                                         | 2010年10月2日    |
| アーサーとマーリンが居酒屋で悪党との喧嘩に巻きまれ、ガウェインが助けに入る。魔法で姿を変えた悪党が乱闘試合でアーサーを殺そうとする。ガウェインは王侯貴族を嫌いながらも、再びアーサーを救う。 |                                                             |                  |
| 第5話(第31話) | The Crystal Cave 水晶の洞窟                                 | 2010年10月9日    |
| 水晶の洞窟で、老魔術師がマーリンをエムリスと呼び、モルガーナがウーサーを暗殺する幻視を見せる。マーリンはモルガーナの行動を誤解し重傷を負わせてしまう。アーサーとウーサーの苦悩に堪えかねて、マーリンは渋るドラゴンに命じてモルガーナを治させる。モルガーナはウーサーが父であることを知ってさらに憎むようになり、暗殺を図るがマーリンが阻止する。 |                                                             |                  |
| 第6話(第32話) | The Changeling 妖精の取り替え子                             | 2010年10月16日   |
| アーサーは政略結婚を強制されそうになるが、相手のエレーナ王女は妖精の取り替え子で、がさつで美しくもない。 |                                                             |                  |
| 第7話(第33話) | The Castle of Fyrien センレッド王の罠                       | 2010年10月23日   |
| モルガーナとモルゴースとセンレッド王は、弟のエリアンを捕えてグウェンを脅し、アーサーをおびき寄せる。モルガーナの内通にもかかわらず、アーサー、マーリン、グウェンはエリアンを救出して無事キャメロットに戻る。 |                                                             |                  |
| 第8話(第34話) | The Eye of the Phoenix 不死鳥の目                           | 2010年10月30日   |
| アーサーは漁夫王の国で黄金の三叉槍を探求する旅に出る。モルガーナは生命力を吸い取るフェニックスの目のついたブレスレットをモルゴースから受け取り、アーサーに与えて妨害する。マーリンはアーサーを救うためガウェインと共に旅に出る。漁夫王はマーリンにアヴァロンの湖の水を渡して警告し、自らの死を求める。 |                                                             |                  |
| 第9話(第35話) | Love in the Time of Dragons 引き裂かれた愛の果てに          | 2010年11月6日    |
| ガイアスの昔の恋人がマンティコアの毒でウーサーを殺そうとする。 |                                                             |                  |
| 第10話(第36話) | Queen of Hearts 未来の王妃                                  | 2010年11月13日   |
| モルガーナはグウェンがキャメロットの王妃となる予知夢を見て、現実となることを阻止しようとする。アーサーとの仲を裂こうとし、次に魔女の濡れ衣を着せる。マーリンは呪文で年寄りの魔法使いに化け、グウェンの罪を被る。 |                                                             |                  |
| 第11話(第37話) | The Sorcerer's Shadow 魔法使いの孤独                        | 2010年11月20日   |
| キャメロットではトーナメントが開かれ、ギリという青年が魔法を使って勝ち進む。モルガーナはウーサーとアーサーが試合で戦うよう仕向ける。 |                                                             |                  |
| 第12話(第38話) | The Coming of Arthur (Part 1) 命の杯                        | 2010年11月27日   |
| マーリンとアーサーは、敵の手に渡る前に〈命の杯〉を確保しようとする。だがモルゴースが手に入れ、センレッド王の兵の血を杯に注いで不死身とし、キャメロットを攻めて陥落させる。モルゴースの支持のもと、モルガーナはウーサーの娘であることを明らかにして、キャメロットの女王となり、ウーサーを地下牢に繋ぐ。 |                                                             |                  |
| 第13話(第39話) | The Coming of Arthur (Part 2) 新たなる時代へ                | 2010年12月4日    |
| グウェンとレオンはキャメロットを抜け出して、ガウェイン、ランスロット、パーシヴァルらと共にアーサーの軍に加わる。マーリンはアヴァロンの湖に行き、不死身の兵をも倒すエクスカリバーをフレイヤから受け取る。マーリンがエクスカリバーで〈命の杯〉を叩き落として注がれた血を取り除いた時、不死身の兵たちは消える。キャメロットは取り戻されるが、モルガーナはモルゴースと共に逃亡する。マーリンはエクスカリバーを岩の中に突き刺し、誰にも利用できなくする。 |                                                             |                  |

### シーズン4
| 放送話(通算) | タイトル                                     | イギリス初放送日 |
| --- | -------------------------------------------- | ---------------- |
| 第1話(第40話) | The Darkest Hour (Part 1) 死界の門番         | 2011年10月1日    |
| モルガーナの裏切りでウーサーは気力を失い、叔父アグラヴェインとともにアーサーがキャメロットを治めている。重傷を負ったモルゴースは〈祝福の島〉に行き、自らの命を犠牲にして死界の門番のケイリークスを呼び出し、世界の間のベールを引き裂かせる。恐るべき死霊ドロカがこの世に現れ、触れるものすべてを殺す。アーサーとマーリンは円卓の騎士とともに〈祝福の島〉に行きベールを閉じようとする。                   |                                              |                  |
| 第2話(第41話) | The Darkest Hour (Part 2) 命尽きても         | 2011年10月08日   |
| ドロカに触れて倒れたマーリンを川の精が癒す。一行は〈祝福の島〉に着く。世界の間のベールを閉じるため、アーサーとマーリンを差し置いてランスロットが自分の命を投げ出し、ドロカは消える。モルガーナとアグラヴェインは、ケイリークスに予言された宿敵エムリスを探し始める。 |                                              |                  |
| 第3話(第42話) | The Wicked Day キャメロットの憂い            | 2011年10月15日   |
| アーサーの誕生祝いにオーディン王が再び暗殺者を送りこみ、息子を守ろうとしたウーサーが瀕死の重傷を負う。アーサーは魔法に頼って父を救おうとし、マーリンは老魔術師に化けて魔法を使うが、モルガーナとアグラヴェインの企みによりマーリンの魔法がウーサーを殺してしまう。アーサーが王となる。 |                                              |                  |
| 第4話(第43話) | Aithusa 竜使いの使命                         | 2011年10月22日   |
| マーリンはジュリアス・ボーデンを助けて、最後のドラゴンの卵があるというアスカナルの墓の鍵である三脚巴(トリスケリオン)を探す。卵を救い出し、エイスーザと名付けた白いドラゴンの誕生を見届ける。 |                                              |                  |
| 第5話(第44話) | His Father's Son アーサー王の試練            | 2011年10月29日   |
| アーサーは領内に侵入した隣国のカーリーオン王を捕え、アグラヴェインの助言に従って殺す。復讐に燃えるアニス王妃がキャメロットを攻め、アーサーは全面戦争を避けるため決闘に臨む。マーリンがモルガーナの妨害を排し、アーサーは相手のチャンピオンを倒すが助命して、アニスは兵を引く。 |                                              |                  |
| 第6話(第45話) | A Servant of Two Masters 裏切りの従者        | 2011年11月5日    |
| モルガーナはフォモローの頭の一つをマーリンの体内に入れて操り、アーサーを暗殺させようとする。影響から脱するために、マーリンはフォモローの母体を殺さなくてはならない。 |                                              |                  |
| 第7話(第46話) | The Secret Sharer エムリスの運命             | 2011年11月12日   |
| アグラヴェインはガイアスに対する疑惑をアーサーに吹きこむ。モルガーナは〈癒しの腕輪〉をカシャ祭司のアラトーに贈り、エムリスの正体を調べさせる。アラトーはガイアスを捕えて拷問するが、マーリンの使命を知って秘密をモルガーナから隠す。 |                                              |                  |
| 第8話(第47話) | Lamia 死を呼ぶキス                           | 2011年11月19日   |
| グウェンの故郷の村人が謎の病に倒れ、ガイアスはグウェンとマーリンに騎士をつけて送り出す。ラミアという少女が現れると、騎士たちは奇妙なふるまいを見せ、同じ病に倒れる。 |                                              |                  |
| 第9話(第48話) | Lancelot du Lac ランスロットの誘惑           | 2011年11月26日   |
| アーサーとグウェンの結婚式の直前、モルガーナは黒魔術でかつてグウェンと恋仲だったランスロットを甦らせて操る。ランスロットはモルガーナの魔法でグウェンを魅惑し、二人の密会を見たアーサーはグウェンを追放する。 |                                              |                  |
| 第10話(第49話) | A Herald of the New Age 新しい時代の幕開け   | 2011年12月3日    |
| 円卓の騎士らは森の中で〈太古の宗教〉の聖地を見つける。姉を追放されたばかりのエリアンは踏み込み、霊にとりつかれてアーサーの命を狙う。アーサーはかつて自分が殺したドルイドの霊に詫びてエリアンを救う。 |                                              |                  |
| 第11話(第50話) | The Hunter's Heart 消えぬ思い                | 2011年12月10日   |
| ネメス国との同盟のため、アーサーは美しいミシアン王女と婚約する。モルガーナはヘリオス将軍と同盟し、アグラヴェインによりキャメロット城の秘密のトンネルの地図を手に入れて侵攻を計画する。ヘリオスに捕えられていたグウェンは計画を知って逃げる。グウェンを忘れられないアーサーはミシアンとの婚約を破棄する。                                                                                                 |                                              |                  |
| 第12話(第51話) | The Sword in the Stone (Part 1) 奪われた王国 | 2011年12月17日   |
| アグラヴェインがトンネルから兵を入れ、ヘリオスの軍とモルガーナがキャメロットを陥落させる。マーリンはアーサーに服従の魔法をかけて共に脱出し、密輸業者のトリスタンとイゾルデの旅仲間に加わる。モルガーナは円卓の騎士とガイアスを捕えて虐げる。イアルドーに着いた一行はマーリンの母フニスとグウェンに再会するが、アグラヴェインの軍勢に追い付かれる。                                                       |                                              |                  |
| 第13話(第52話) | The Sword in the Stone (Part 2) 王の資質     | 2011年12月24日   |
| マーリンはドラゴンを召喚してアグラヴェインの軍勢を倒す。国を失ったアーサーに自信を取り戻させるため、マーリンはキャメロットを逃げ出した人々の前で、アーサーにエクスカリバーを岩から引き抜かせ、真の王であることを証明する。マーリンは魔法でモルガーナの力を弱め、アーサーは軍を率いてキャメロットを奪還し、グウェンと結婚する。傷つき死にかけたモルガーナは、小さな白いドラゴンのエイスーザに治癒される。 |                                              |                  |

### シーズン5
| 放送話(通算) | タイトル                                           | イギリス初放送日 |
| --- | -------------------------------------------------- | ---------------- |
| 第1話(第53話) | Arthur's Bane (Part 1) ドルイドの予言者            | 2012年10月6日    |
| キャメロットでは3年間が平和に過ぎるが、ガウェインらがモルガーナに捕えられ、イズミア砦の地下に眠るすべての知識への鍵ディアメアの発掘に従事させられる。アーサーは隊を率いて救出に向かい、途中でマーリンはアーサーの死の幻視を見る。グウェンの侍女のスィーファは、モルガーナの同盟者である父のルアダンに内通し、その軍がアーサーを襲う。マーリンとアーサーは逃げる途中でサクソン人とモードレッドに奴隷として捕えられる。 |                                                    |                  |
| 第2話(第54話) | Arthur's Bane (Part 2) モードレッドとの再会        | 2012年10月13日   |
| アーサーとマーリンは奴隷としてイズミア砦に連行される途中で逃げ出す。青白い謎の生き物ディアメアがガウェインを癒す。ルアダンは死刑宣告を受けたスィーファを救い出した後で死ぬ。アーサーとマーリンはイズミア砦に来て、捕えられていた騎士たちとともに反乱をおこす。マーリンはエイスーザに再会する。モードレッドはアーサーを殺そうとするモルガーナを刺す。一行はキャメロットに戻り、モードレッドは円卓の騎士に加えられる。 |                                                    |                  |
| 第3話(第55話) | The Death Song of Uther Pendragon カスパッドの角笛 | 2012年10月20日   |
| ウーサーの霊がカスパッドの角笛の魔法でアーサーに呼ばれ、この世界に解き放たれる。アーサーの統治に不満なウーサーの霊がキャメロットで暴れる。 |                                                    |                  |
| 第4話(第56話) | Another's Sorrow 憎しみの終結                      | 2012年10月27日   |
| ネメス王国のロードー王が捕えられ、娘のミシアン王女がアーサーに助けを求める。だが王女に付き添う乳母の正体はモルガーナで、助けに向かうアーサーらを宿敵オーディン王の罠が待ち構える。アーサーは決闘でオーディンを破るが、マーリンの示唆で助命し和平を結ぶ。 |                                                    |                  |
| 第5話(第57話) | The Disir 神からの審判                             | 2012年11月3日    |
| 瀕死の魔術師オスガーがアーサーにルーン文字の刻まれたメダリオンを渡し、三相女神の法廷ディシルに召喚する。アーサーは騎士を率いて〈太古の宗教〉の聖地に入るが、モードレッドが魔法で重傷を負う。モードレッドを救う代償に、ディシルは魔法を許可することを求めるが、アーサーは拒否する。ディシルはアーサーに審判を下し、その死を招くはずのモードレッドを回復させる。 |                                                    |                  |
| 第6話(第58話) | The Dark Tower 暗黒の塔                            | 2012年11月10日   |
| 父親の墓参りの帰途、グウェンがモルガーナに捕えられて暗黒の塔に連れて行かれ、マンドレイクの根を使って拷問されて心を操られるようになる。アーサーは騎士を率いて救出に向かい、エリアンが魔法の剣と戦って命を落とす。グウェンはキャメロットに連れ戻されるが、夜に抜け出してモルガーナと陰謀を企む。 |                                                    |                  |
| 第7話(第59話) | A Lesson in Vengeance 王の暗殺者                   | 2012年11月17日   |
| アーサーの命が狙われ、馬番のティアが逮捕される。グウェンは秘密の暴露を心配して牢にいるティアを殺す。マーリンはグウェンを疑い始め、モルガーナが陰にいることを知る。グウェンはアーサーに毒を盛り、マーリンに罪をなすりつける。マーリンの魔法がアーサーを救う最後の手段となる。 |                                                    |                  |
| 第8話(第60話) | The Hollow Queen 裏切りの王妃                      | 2012年11月24日   |
| モルガーナがマーリンを罠にかけて怪我を負わせる。アーサーはアマータ国のサラム王をもてなし平和条約を結ぼうとする。サラムはグウェンに依頼されてアーサーの暗殺を謀るが、マーリンが戻って阻止する。 |                                                    |                  |
| 第9話(第61話) | With All My Heart 純白の女神                       | 2012年12月1日    |
| マーリンはグウェンの裏切りをアーサーに見せ、元のグウェンを取り戻すと誓う。ドクレイドの指示に従い、マーリンは老婆の魔女を装って、アーサーと協力しグウェンを魔法の湖で清める。グウェンはモルガーナの影響から脱し、魔女は魔法こそがグウェンを救ったことを忘れるなとアーサーに言う。 |                                                    |                  |
| 第10話(第62話) | The Kindness of Strangers カシャの予言             | 2012年12月8日    |
| モルガーナはアラトーを捕え、ナセアを使って拷問しエムリスの正体を聞き出そうとする。アラトーの女弟子のフィナがマーリンに会う。フィナがアラトーに送った手紙を呼んだモルガーナはアラトーを殺し、フィナを探す。フィナはモードレッドを信用するなとマーリンに言い残し、エムリスの秘密を守って自殺する。 |                                                    |                  |
| 第11話(第63話) | The Drawing of the Dark 愛と忠誠                   | 2012年12月15日   |
| モードレッドの恋人のドルイドの少女カーラは、サクソン人に加わってキャメロットへ向かう荷馬車を襲撃し、さらにアーサーを殺そうとして失敗し死刑を宣告される。モードレッドはカーラとの脱走に失敗し共に牢に入れられる。カーラは悔悛の機会を拒否し、絞首刑となる。モードレッドは激怒し、魔法の力で脱獄する。モルガーナを探し出して合流し、エムリスの正体を明かす。 |                                                    |                  |
| 第12話(第64話) | The Diamond of the Day (Part 1) 最後の戦い         | 2012年12月22日   |
| エムリスの正体を知ったモルガーナは、マーリンの魔法の力を奪う。モルガーナはモードレッドとともにサクソン人の大軍を率いてストーエル砦を落とす。劣勢のアーサーはカムランで最後の戦いを挑み、マーリンは魔法を取り戻すために、ガウェインと共に太古からの聖域である〈堕ちた王の渓谷〉の水晶の洞窟に向かう。モルガーナはエイスーザの息で鍛えた魔剣をモードレッドに与える。スパイからマーリンの意図を知ったモルガーナは洞窟にマーリンを閉じ込めるが、父バリノアの霊が現れてマーリンに魔法を取り戻させる。マーリンは夢を通じてアーサーにモルガーナの軍略を教え、戦いが始まる。マーリンは老魔術師エムリスの姿となって洞窟から出る。 |                                                    |                  |
| 第13話(第65話) | The Diamond of the Day (Part 2) 永遠の王アーサー   | 2012年12月24日   |
| エムリスはカムランに到着してモルガーナを気絶させ、エイスーザを追い払い、サクソン軍は退却する。モードレッドはアーサーに致命傷を与えるが、逆襲を受けて死ぬ。マーリンはアーサーを治療し、魔術師であることを告白する。ガイアスは、魔剣による傷は聖地アヴァロンでしか治せないと言い、マーリンはアーサーを連れて向かう。モルガーナのスパイは見つかって処刑され、ガウェインはパーシヴァルと共にモルガーナを探す。モルガーナは逆に二人を捕え、ガウェインを死ぬまで拷問してアーサーの居場所を知る。モルガーナはマーリンとアーサーに追いつき馬を追い払うが、マーリンが振うエクスカリバーによって斃される。馬なくして、アーサーの息のあるうちにアヴァロンに着くことはかなわず、アーサーは友に感謝をささげながら、マーリンの腕の中で死ぬ。マーリンは死んだと認めず、ドラゴンを召喚してアヴァロンに運ばせるが、間に合わなかったと告げられる。ドラゴンは、マーリンの使命は果たされ、アルビオンが最も必要とする時、永遠の王アーサーは甦るだろうと語る。ドラゴンは飛び去り、マーリンはエクスカリバーを湖水に投げ入れ、アーサーの遺体の置かれた小舟を湖に流す。グウェンはキャメロットの玉座に着く。現代、永遠に生きるマーリンは、永遠の王の復活を待ち続ける。 |                                                    |                  |

## 制作
ドラマの撮影はフランスのピエールフォン城（キャメロット城のモデル）、ウェールズ、イングランドのケント州にあるペンズハースト邸（英語: Penshurst Place）などで行われた。

## 日本語版の放送・配信
日本語版の放送は、第1シーズンが2009年10月5日から、NHK衛星第2テレビジョンで毎週月曜日の20:00 - 20:45の45分間。また同じくNHK衛星第2テレビジョンで本放送の翌日（毎週火曜日）の23:15 - 24:00に再放送が行われた。また、2011年3月5日、3月6日にLaLa TVでシーズン1の全話が2か国語版で一挙放送された。

第2シーズンはLaLa TVで2011年3月7日から字幕版で、2011年3月8日から2か国語版で放送が行われた。
また、シーズン2の第14話から第20話までを2011年4月30日に、第21話から第26話までを2011年6月11日に2か国語版で一挙放送が行われた。
2018年12月現在、シーズン3以降の放送は行われていない。
| 放送局  | 放送期間                                                           | 放送曜日 時間                                |
| ------- | ------------------------------------------------------------------ | -------------------------------------------- |
| NHK BS2 | 2009年10月5日 - 12月28日                                           | 月曜日 20:00 - 20:45 火曜日 23:15 - 24:00    |
| LaLa TV | (字幕版) 2011年3月7日 - 5月30日 (2か国語版) 2011年3月8日 - 5月31日 | (字幕版) 月曜日 ほか (2か国語版) 火曜日 ほか |

### ネット配信
種々の配信サービスにおいて、全エピソードが一時的に配信されていたがその配信ステータスは度々変動している。
- GYAO!では2020年9月時点で配信終了。
- Netflixでは2020年9月時点では配信終了。
- Amazonビデオでは2020年9月時点で再び全話配信。
- U-Nextでは2021年5月時点で全話配信。

## 関連商品

### ドラマ小説版
2009年10月24日から2009年12月25日までに角川書店（角川文庫）より3部が発売された。
- 『魔術師 マーリンI 運命の出会い』 （2009年10月24日発売） ISBN 978-4042982029

原案：ジュリアン・ジョーンズ、著者：サイモン・フォワード、翻訳：杉田七重
- 『魔術師 マーリンII 勇気ある者』 （2009年11月25日発売） ISBN 978-4042982036

原案：ハワード・オーヴァーマン、著者：マイク・タッカー、翻訳：杉田七重
- 『魔術師 マーリンIII ニムエの徴』 （2009年12月25日発売） ISBN 978-4042982043

原案：ジュリアン・ジョーンズ、著者：ジェイソン・ロボリク、翻訳：杉田七重

### DVD-BOX
DVD-BOX （特典ディスク1枚セット - シリーズ各2巻 - ディスク枚組数：3枚組 - 販売元：角川映画）
| 商品名                              | 発売日            | 商品番号  | 内容                        | 概要                           |
| ----------------------------------- | ----------------- | --------- | --------------------------- | ------------------------------ |
| 魔術師 マーリン DVD-BOX 1           | 2010年2月10日発売 | DABA-0674 | 魔術師 マーリン 1           | 第1話-第2話、DVD片面1層        |
| 魔術師 マーリン DVD-BOX 1           | 2010年2月10日発売 | DABA-0674 | 魔術師 マーリン 2           | 第3話-第4話、DVD片面1層        |
| 魔術師 マーリン DVD-BOX 1           | 2010年2月10日発売 | DABA-0674 | 魔術師 マーリン 3           | 第5話-第6話、DVD片面1層        |
| 魔術師 マーリン DVD-BOX 1           | 2010年2月10日発売 | DABA-0674 | DVD-BOX 1 特典ディスク      | 俳優へのインタビュー、約64分   |
| 魔術師 マーリン DVD-BOX 2           | 2010年3月12日発売 | DABA-0675 | 魔術師 マーリン 4           | 第7話-第8話、DVD片面1層        |
| 魔術師 マーリン DVD-BOX 2           | 2010年3月12日発売 | DABA-0675 | 魔術師 マーリン 5           | 第9話-第10話、DVD片面1層       |
| 魔術師 マーリン DVD-BOX 2           | 2010年3月12日発売 | DABA-0675 | 魔術師 マーリン 6           | 第11話-第13話、DVD片面2層      |
| 魔術師 マーリン DVD-BOX 2           | 2010年3月12日発売 | DABA-0675 | DVD-BOX 2 特典ディスク      | 製作過程を紹介する映像、約60分 |
| 魔術師 マーリン シーズン2 DVD-BOX 1 | 2011年10月7日発売 | DABA-4088 | 魔術師 マーリン シーズン2 1 | 第1話-第3話、DVD片面2層        |
| 魔術師 マーリン シーズン2 DVD-BOX 1 | 2011年10月7日発売 | DABA-4088 | 魔術師 マーリン シーズン2 2 | 第4話-第5話、DVD片面1層        |
| 魔術師 マーリン シーズン2 DVD-BOX 1 | 2011年10月7日発売 | DABA-4088 | 魔術師 マーリン シーズン2 3 | 第6話-第7話、DVD片面1層        |
| 魔術師 マーリン シーズン2 DVD-BOX 1 | 2011年10月7日発売 | DABA-4088 | DVD-BOX 1 特典ディスク      | 俳優へのインタビュー、約64分   |
| 魔術師 マーリン シーズン2 DVD-BOX 2 | 2011年11月4日発売 | DABA-4089 | 魔術師 マーリン シーズン2 4 | 第8話-第9話、DVD片面2層        |
| 魔術師 マーリン シーズン2 DVD-BOX 2 | 2011年11月4日発売 | DABA-4089 | 魔術師 マーリン シーズン2 5 | 第10話-第11話、DVD片面1層      |
| 魔術師 マーリン シーズン2 DVD-BOX 2 | 2011年11月4日発売 | DABA-4089 | 魔術師 マーリン シーズン2 6 | 第12話-第13話、DVD片面1層      |
| 魔術師 マーリン シーズン2 DVD-BOX 2 | 2011年11月4日発売 | DABA-4089 | DVD-BOX 2 特典ディスク      | 製作過程を紹介する映像、約60分 |